# Битва при Аррасе (1940)
Битва при Аррасе (англ. Battle of Arras) — сражение 21 мая 1940 года между британским экспедиционным корпусом и французскими войсками с одной стороны и вермахтом, с другой, произошедшее в ходе Французской кампании во время Второй мировой войны в районе Арраса.

## Перед сражением
Немецкое вторжение во Францию началось 10 мая 1940 года. В результате успешного прорыва танковых соединений вермахта через Арденны британский экспедиционный корпус (БЭК) оказался отрезанным от основных французских сил и прижатым к морю на севере Франции, что создало угрозу его полного уничтожения. 20 мая 7-я танковая дивизия под командованием Эрвина Роммеля вышла к Аррасу. Выход немецко-фашистских танковых соединений к побережью Ла-Манша означал рассечение группировки союзников в Северной Франции. 20 мая Гитлер поставил перед вермахтом новые задачи: уничтожить французские, английские и бельгийские войска, оказавшиеся в изоляции, и начать подготовку к наступлению в Центральную Францию. 

## План
21 мая Вейган прилетел в Ипр, где намеревался провести совещание с командующими армиями отсечённой группировки. Но командующий британскими экспедиционными силами генерал Горт на встречу не прибыл. Вейган обсудил положение с бельгийским королем Леопольдом III и командующим 1-й группой армий генералом Бийотом, предложив организовать контрудар силами отсечённых армий на юг с целью соединения с французскими войсками на Сомме. Наметив общие черты контрудара и возложив ответственность за его проведение на генерала Бийота, Вейган отбыл в Париж. Только через два часа после его отъезда прибыл генерал Горт. Генерал Бийот ознакомил его с замыслом Вейгана. Конкретных мероприятий по проведению маневра согласовано не было. В этот же день Бийот погиб в автомобильной катастрофе. Союзные армии, изолированные во Фландрии, лишились военачальника, которому было поручено координировать действия французских, британских и бельгийских сил. На пост командующего 1-й группой армий был назначен генерал Бланшар — командующий 1-й французской армией, которому ещё предстояло войти в курс дела.
22 мая в Венсене состоялось заседание верховного совета союзников. Вейган изложил свой план контрнаступления и оптимистически заявил: «Немецкие танковые дивизии должны погибнуть в ловушке, в которую они попались и которая захлопнется позади них». Он настойчиво требовал поддержки английской авиации, однако не получил от Черчилля конкретных обещаний. Верховный совет союзников утвердил предложения Вейгана, но этот план остался на бумаге.

## Контратака британцев

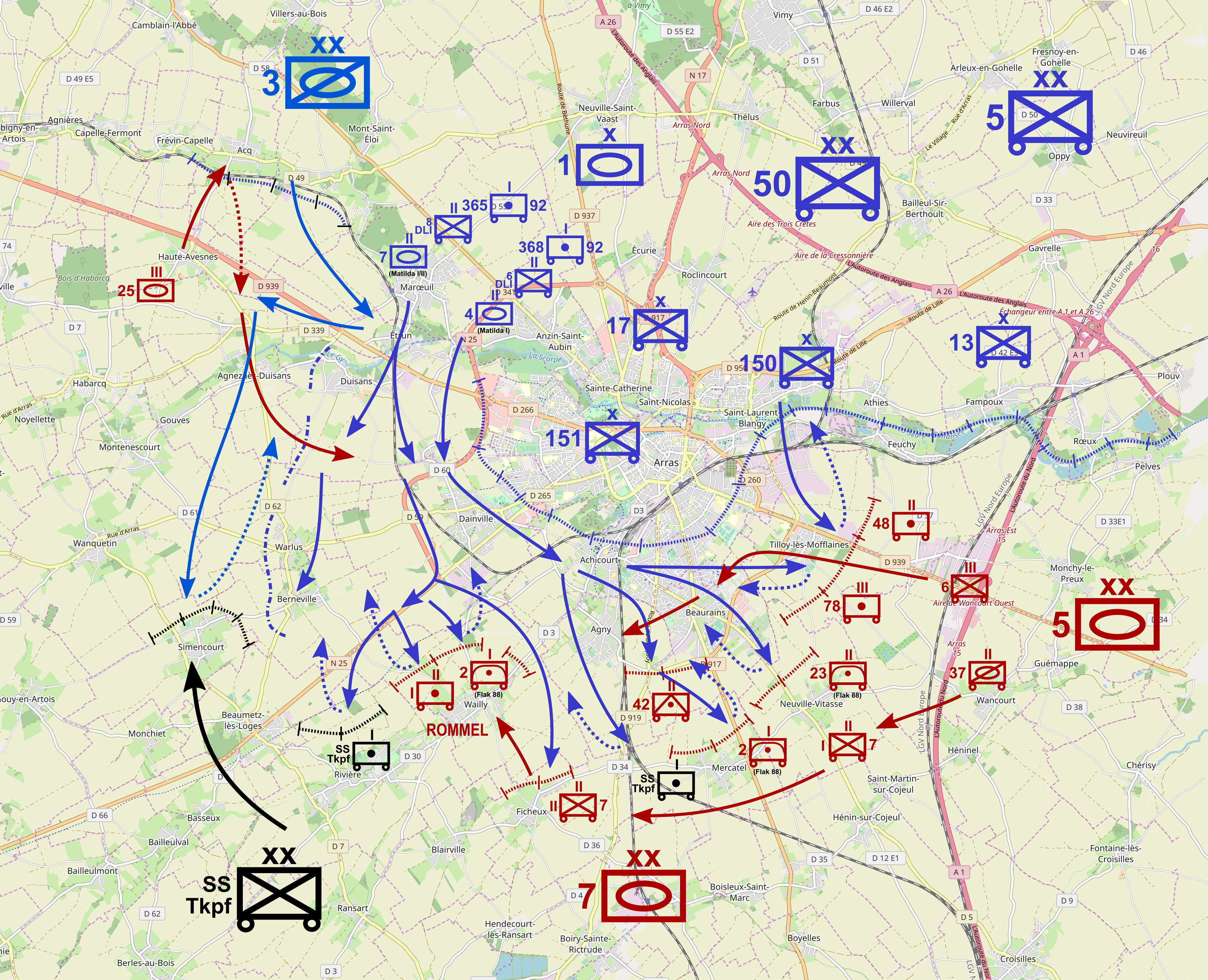
Карта сражения при Аррасе.

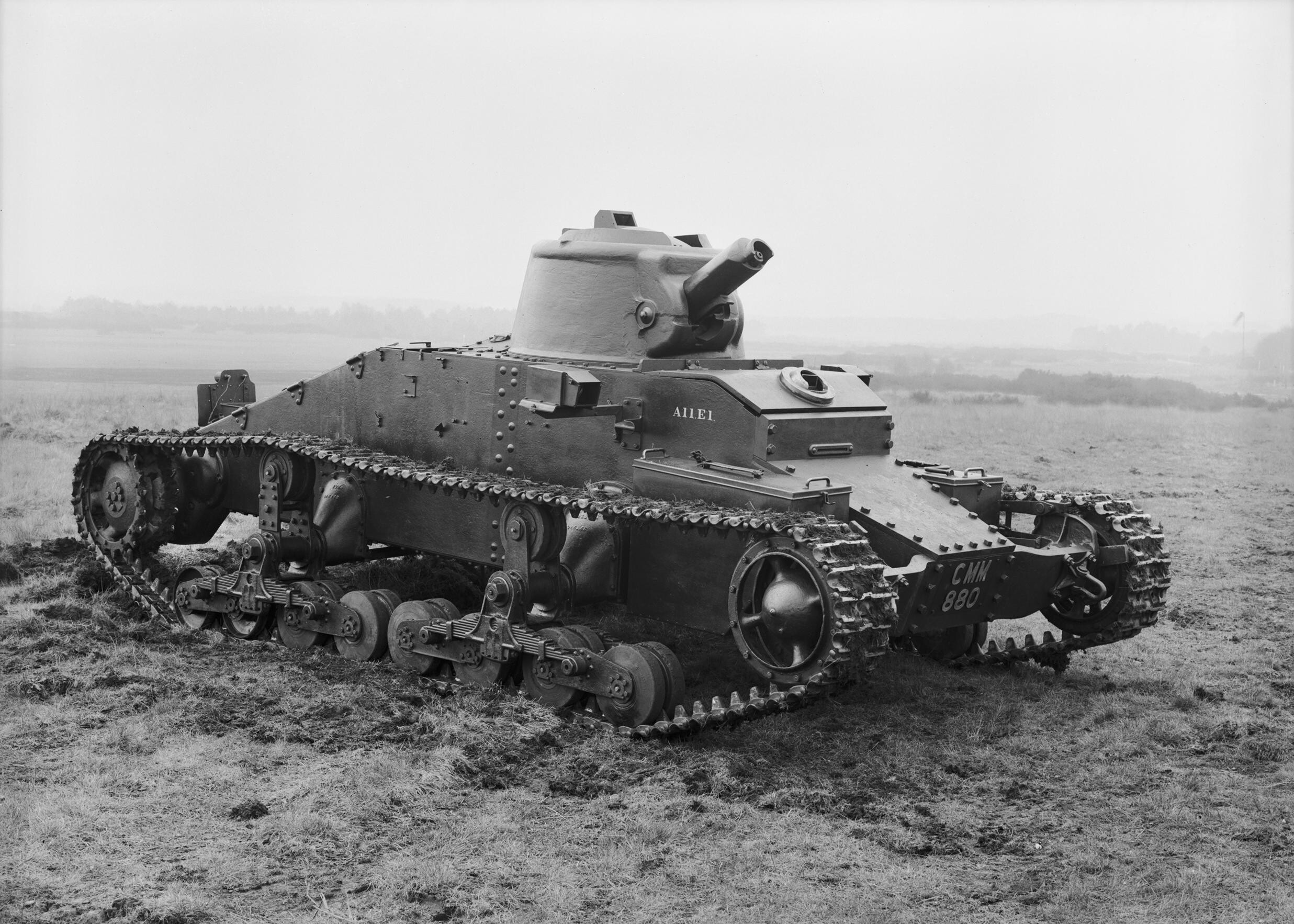
Танк Матильда I. Составлял основу вооружения британской танковой бригады в битве при Аррасе.

Командующий БЭК Джон Горт принял решение отходить к порту Дюнкерк для дальнейшей эвакуации в Англию. Для обеспечения отхода 21 мая силами двух пехотных дивизий и бронетанковой бригады в составе двух танковых полков англичане решили контратаковать немецкие войска на юге от Арраса. Фактически контратаку провели один пехотный полк и два танковых батальона. 
21 мая 1940 года две колонны (кодовое название Frankforce) в составе 58 лёгких танков Матильда I, 16 Матильда II и 14 лёгких танков Виккерс Mk VI при поддержке 2000 солдат продвинулись на юг от Арраса. Они быстро продвигались вперёд, встречая небольшое сопротивление и беря в плен. Однако вскоре они столкнулись с тяжёлой артиллерией (8,8-см Flak и 10,5-см гаубицы leFH18) и пехотой. Таким образом, наступление британцев было остановлено ценой тяжёлых потерь немцев.
Немцы воспользовались этим, чтобы начать наступление на Аррас, но были остановлены французской бронетехникой 3-й лёгкой механизированной дивизии. Французские войска взяли в плен около 400 немецких солдат и уничтожили несколько немецких танков. Действия французов были настолько дерзкими, что командующий 7-й танковой дивизией Роммель посчитал, что его атаковали 5 французских дивизий. Только при поддержке авиации люфтваффе Роммелю удалось вечером 21 мая отразить атаку французской бронетехники.
В результате контратаки в зоне действий 4-го армейского корпуса вермахта возникли значительные трудности. Немецкое командование, опасаясь, что это начало крупного контрнаступления, спешно стало перебрасывать подкрепления. 

## Результаты
В ночь на 22 мая, когда в районе Арраса перешли в наступление две французские дивизии, британское командование остановило продвижение своих войск, а через сутки они отошли от Арраса. Так закончилась первая и последняя попытка прижатых к морю союзных войск выйти на соединение с основными силами. Командующий 1-й группой армий генерал Бланшар был вынужден отвести свои войска на рубеж каналов Дуэ, Ла-Бассе, Бетюн.
23 мая танковый корпус Гудериана, блокировав Булонь и Кале, вышел на рубеж канала Аа примерно в 20 км от Дюнкерка. На правом фланге войск Гудериана танковый корпус Рейнгардта достиг линии каналов от Сент-Омер до Эр. Возникла непосредственная угроза захвата немецко-фашистскими войсками Дюнкерка. Но 24 мая командующий группой армий «А» Рундштедт с одобрения Гитлера, прибывшего в этот день в его штаб, приказал танковым силам временно остановиться на рубеже Гравлин, Сент-Омер, Бетюн, в 16 километрах от Дюнкерка..
26 мая немецкое наступление возобновилось, но англичане за два дня сумели перегруппировать свои силы и удержали подступы к Дюнкерку. Благодаря этому до 4 июня были эвакуированы в Англию 198 229 британских и 139 997 французских солдат и офицеров. Вся техника и тяжёлое вооружение были оставлены.